# Athetis tristifascia
Athetis tristifascia är en fjärilsart som beskrevs av Felix Bryk 1948. Athetis tristifascia ingår i släktet Athetis och familjen nattflyn. Inga underarter finns listade i Catalogue of Life.